# Gruppen for Det Progressive Forbund af Socialdemokrater i Europa-Parlamentet
Gruppen for Det Progressive Forbund af Socialdemokrater i Europa-Parlamentet (også blot S&D, fork. for det engelske navn The Progressive Alliance of Socialists and Democrats) er en socialdemokratisk politisk gruppe i Europa-Parlamentet, der omfatter De Europæiske Socialdemokrater og det italienske midterparti Partito Democratico. Gruppen blev dannet i sin nuværende form den 23. juni 2009 og blev med sine 184 medlemmer parlamentets næststørste gruppe ved Europa-Parlamentsvalget samme år. Gruppens formand er Iratxe García fra Spanien.
Gruppens historie går tilbage til 1953, hvor den første socialistiske gruppe i parlamentet blev dannet. Navnet var fra 1993 De Europæiske Socialdemokraters Gruppe, men da partiet efter valget i 2009 også omfattede Partito Democratico, blev navnet ændret til det nuværende.

## Medlemspartier
32 partier indgår (per 2020) i gruppen og er i øjeblikket repræsenteret i Europa-Parlamentet:
- Belgien: Parti Socialiste (2 medlemmer)
- Belgien: Socialistische Partij Anders (1 medlem)
- Bulgarien: Bulxgarska sotsialisticheska partiya (5 medlemmer)
- Cypern: Kinima Sosialdimokraton (1 medlem)
- Cypern: Dimokratikó Kómma (1 medlem)
- Danmark: Socialdemokratiet (3 medlemmer)
- Estland: Sotsiaaldemokraatlik Erakond (2 medlemmer)
- Finland: Sosialidemokraattinen Puolue (2 medlemmer)
- Frankrig: Parti Socialiste (6 medlemmer)
- Grækenland: Kinima Allagis (2 medlemmer)
- Holland: Partij van de Arbeid (6 medlemmer)
- Italien: Partito Democratico (16 medlemmer)
- Italien: Azione (1 medlem)
- Italien: Democrazia Solidale (1 medlem)
- Kroatien: Socijaldemokratska partija Hrvatske (5 medlemmer)
- Letland: Sociāldemokrātiskā partija "Saskaņa" (2 medlemmer)
- Litauen: Lietuvos socialdemokratų partij (2 medlemmer)
- Luxembourg: Lëtzebuerger Sozialistesch Aarbechterpartei (1 medlem)
- Malta: Partit Laburista (4 medlemmer)
- Polen: Sojuszu Lewicy Demoktatycznej (5 medlemmer)
- Polen: Wiosna (2 medlemmer)
- Portugal: Partido Socialista (9 medlemmer)
- Rumænien: Partidul Social Democrat (9 medlemmer)
- Rumænien: PRO România (2 medlemmer)
- Slovakiet: Smer – Sociálna demokracia (3 medlemmer)
- Slovenien: Socialni demokrati (2 medlemmer)
- Spanien: Partido Socialista Obrero Español (21 medlemmer)
- Sverige: Sveriges socialdemokratiska arbetareparti (5 medlemmer)
- Tyskland: Sozialdemokratische Partei Deutschlands (16 medlemmer)
- Ungarn: Magyar Szocialista Párt (1 medlem)
- Ungarn: Demokratikus Koalíció (4 medlemmer)
- Østrig: Sozialdemokratische Partei Österreichs (5 medlemmer)

Indtil Storbritanniens udtrædelse af EU den 31. januar 2020 indgik det britiske Labour Party i gruppen.